# كرايك سي آر929
كرايك سي آر929 (بالإنجليزية: CRAIC CR929)، المعروفة سابقا باسم كوماك سي929 (Comac C929)، هو طائرة رحلات ذات بدن واسع ثنائية المحركات، تتسع ل 250 إلى 280 مقعدا، سيتم تطويرها من قبل شركة الطائرات التجارية الصينية الروسية (كرايك) وهي مشروع مشترك بين كوماك الصينية وشركة الطائرات المتحدة الروسية، لتنافس الاحتكار الثنائي لإيرباص وبوينغ في سوق هذا النوع من الطائرات.

## مواصفات
| الطراز                | -600                                     |
| --------------------- | ---------------------------------------- |
| مقاعد لثلاث درجات سفر | 258-280                                  |
| مقاعد لدرجتي سفر      | 261-291                                  |
| مقاعد لدرجة سفر واحدة | 321-416                                  |
|                       | 57.5-63.43 م / 189-208 قدم               |
| باع الجناح            | 58-61 م / 190-200 قدم                    |
| ارتفاع                | 17.9 م / 58.7 قدم                        |
| عرض جسم الطائرة       | 5.92 م / 19.4 قدم                        |
| ارتفاع جسم الطائرة    | 6.07 م / 19.9 قدم                        |
| عرض المقصورة الأقصى   | 5.61 م / 18.4 قدم                        |
| وزن الإقلاع الأقصى    | 208.8–234 طن متري (460,000–516,000 رطل)  |
| الحمولة               | 48.83–50.4 طن متري (107,700–111,100 رطل) |
| وقود                  | 103.7 طن متري (229,000 رطل)              |
| محركات (2x)           | لم تحدد بعد                              |
| الدفع                 | 71,226–75,000 رطلق (316.83–333.62 كـن)   |
| سرعة العبور           | ماخ 0.85 (490 عقدة؛ 908 كم/س)            |
| المدى                 | 12,000 كم / 6,480 ميل بحري               |

## روابط خارجية
- الموقع الرسمي

ويكيبيديا:Air/PC